# نجيبة العسال
نجيبة محمود العسال (6 ديسمبر 1921 - 31 أغسطس 1991)، روائية وكاتبة قصص قصيرة مصرية من مواليد القاهرة. اشتهرت بأعمالها التي ركزت على قضايا المرأة والطفل. تشمل بعض مؤلفاتها ”وتركت همس السكون“، و”كل هذا لأنها حواء“، و”الغائبة“. ونشرت قصصها القصيرة في العديد من المجلات من أمثال مجلة الرسالة ومجلة الهلال.

## الحياة الشخصية
ولدت العسال لأسرة متوسطة مكونة من تسعة أفراد، ولديها شقيقتين وأربعة أشقاء. وتعتبر العسال الأخت الكبرى للكاتبة الكبيرة الراحلة فتحية العسال.
كان والدها أب صارم دائم الغياب عن المنزل بسبب تعدد زوجاته. كان يؤمن الأب بأن تعليم الإناث شر، ما دفعه بمنع نجيبة ابنته من تكملة تعليمها، وإجبارها على الزواج في سن مبكر، تحديداً في الـ13 من العمر. ولأن العسال لم تكن تحب زوجها، لم تستمر معه أكثر من عام حتى طلبت منه الطلاق. رفض زوجها في البداية، ولكن في الـ16 من عمرها تطلقت. وبعدها بثلاثة أشهر، تزوجت العسال من ابن عمها الكبير، إلا أن هذه العلاقة تجذرت من قصة حب دامت منذ الصغر.

## السيرة المهنية
ألفت العسال نحو 17 عمل أدبي، وشملت أعمالها روايات، وقصص قصيرة، ومجموعات قصصية اهتم معظمها بتناول قضايا خاصة بالمرأة والأطفال. ونشرت قصصها في العديد من المجلات كمجلة الرسالة، ومجلة القصة، ومجلة الهلال، من بين غيرها من المجلات الأخرى.

## مؤلفاتها

### روايات
- ”الأعماق البعيدة“، 1962.[5]
- ”الغائبة“، الدار القومية للطباعة والنشر، القاهرة، 1963.
- ”خرير الماء“، جماعة الأمناء، 1969.[6]
- ” الميدان“، جماعة الأمناء، 1969.[7]
- ”لمسة حنان“، مؤسسة دار الشعب للصحافة والطباعة والنشر، القاهرة، 1975.
- ”أزمتى الأخيرة“، مؤسسة دار الهلال، القاهرة، 1980.
- ”كل هذا لأنها حواء“، الهيئة المصرية العامة للكتاب، القاهرة، 1981.
- ”وتركت همس السكون“، مؤسسة دار الهلال، القاهرة، 1982. تبرز العسال في هذه الرواية قوة تأثير الكلمة المكتوبة، ما يجعلها أمانة في يد كاتبها، فالكاتب هو الوحيد القادر على تقديم تعبير أدبي عن مشاعر الآخرين ومعاناتهم ونبضات الحب في قلوبهم ووجدانهم. وتشدد العسال على أهمية تقدير الكتابة بإعتبارها هبة من السماء ومنحة عظيمة من الحياة.[8]
- ”اليمامة الحكيمة“، موسسة دار الشعب للصحافة والطباعة والنشر، القاهرة، 1983.
- ”الحائط الرابع“، الهيئة المصرية العامة للكتاب، القاهرة، 1990.
- ”ريشة ذهب من قصر الذهب: أحلى الحكايات من عالم الاساطير الساحر“، مكتبة الأسرة، 1991.
- ”من الشرق الي الغرب“.[5]
- ”حصاوي الجبل“.[5]

### قصص قصيرة
- ”أصوات على الشجر“ (مجلة الرسالة)، دار الرسالة، القاهرة، 1965.
- ”اللص والحارس“ (مجلة القصة)، نادى القصة، القاهرة، 1965.
- ”السباق“ (مجلة الهلال)، مؤسسة دار الهلال، القاهرة، 1972.
- ”ابنة طيبة“ (مجلة الهلال)، مؤسسة دار الهلال، القاهرة، 1973.
- ”الشاهد الوحيد“ (مجلة الهلال)، مؤسسة دار الهلال، القاهرة، 1984.
- ”حذاء أبي“ (مجلة الهلال)، مؤسسة دار الهلال، القاهرة، 1985.
- ”الإطار الخالي“ (مجلة الهلال)، مؤسسة دار الهلال، القاهرة، 1985.
- ”الوجه الآخر“ (مجلة الهلال)، مؤسسة دار الهلال، القاهرة، 1986.
- ”الكل أولادي“ (مجلة الهلال)، مؤسسة دار الهلال، القاهرة، 1987.
- ”الجوهرة الثمينة“ (مجلة الهلال)، مؤسسة دار الهلال، القاهرة، 1988.
- ”إنها حياتي“ (مجلة الهلال)، مؤسسة دار الهلال، القاهرة، 1989.
- ”التفاحة المقدسة“ (مجلة الهلال)، مؤسسة دار الهلال، القاهرة، 1989.

### مجموعات قصصية
- ”بيت الطاعة“، جماعة الأمناء، 1963.